# Kletskopje
Um kletskop é uma bolacha amanteigada típica da Bélgica. As cidades de Bruges e Veurne são conhecidas por esses biscoitos. 
As cidades belgas de Bruges e Veurne são conhecidas pela receita. Acredita-se que a receita atual do biscoito tenha surgido em 1880 em Bruges. No entanto, na cidade de Leiden, nos Países Baixos, um biscoito similar de nome kanteling já era preparado.  
Os biscoitos são feitos de manteiga, açúcar, leite, baunilha, canela e  amêndoas picadas. Outras nozes também podem ser utilizadas na receita, como castanhas de caju. A massa é dividida em bolinhas que são esticadas até se tornarem finas, e então assada em forno baixo. Variações da receita usam ingredientes como suco de laranja, gergelim. Kletskoppen costumam acompanhar café ou chá, mas também são servidos como sobremesa. 
Há também kletkopjes salgados, que são feitos de queijo e assados. Os queijos ideais para serem usados na receita são queijos mais duros, como queijo parmesão ou gouda envelhecido. Os kletskoppen salgados podem podem ser usados para decorar pratos ou servidos como aperitivo.